# Summer Struggle in Sapporo
Summer Struggle in Sapporo fue un evento de lucha libre profesional producido por New Japan Pro-Wrestling (NJPW). El evento tuvo lugar el 10 y 11 de julio de 2021 en Makomanai Sekisui Heim Ice Arena en la ciudad de Sapporo, Japón, y fue el segundo evento bajo el nombre de Summer Struggle y el primero en tener lugar en Sapporo. Este es el primer evento de NJPW que se lleva a cabo en el Makomanai Sekisui Heim Ice Arena desde 2011.

## Producción
Desde 2020, NJPW no pudo realizar eventos con una capacidad de arena completa debido a las restricciones del COVID-19. El 19 de mayo, NJPW anunció que Summer Struggle regresaría en 2021, a lo largo de julio con eventos en las ciudades de Sapporo, Osaka y Nagoya. Kota Ibushi se vio obligado a faltar ambos días debido a que padecía fiebre debido a los efectos secundarios de recibir la vacuna de COVID-19.

## Resultados

### Día 1: 10 de julio
En paréntesis se indica el tiempo de cada combate:
- Master Wato derrotó a Yuya Uemura (9:03).
  - Wato cubrió a Uemura después de un «RPP».
- Bullet Club (EVIL & Dick Togo) derrotaron a CHAOS (Tomohiro Ishii & YOH) (11:37).
  - Evil forzó a Yoh a rendirse con un «Scorpion Deathlock».
- Hiroshi Tanahashi, Ryusuke Taguchi y Rocky Romero derrotaron a Bullet Club (KENTA, El Phantasmo y Yujiro Takahashi) (15:16).
  - Tanahashi cubrió a Takahashi después de un «High Fly Flow».
- United Empire (Jeff Cobb & Great-O-Khan) derrotaron a CHAOS (Kazuchika Okada & SHO) (11:41).
  - Cobb cubrió a SHO después de un «Tour of the Islands».
- Los Ingobernables de Japón (Shingo Takagi, Tetsuya Naito, SANADA & BUSHI) derrotaron a Suzuki-gun (Taichi, Zack Sabre Jr., Yoshinobu Kanemaru & DOUKI) (13:40).
  - Takagi cubrió a DOUKI después de un «Pumping Bomber».
- El Desperado derrotó a Taiji Ishimori y retuvo el Campeonato Peso Pesado Junior de la IWGP (28:54).
  - El Desperado cubrió a Ishimori después de un «Pinche Loco».

### Día 2: 11 de julio
En paréntesis se indica el tiempo de cada combate:
- Suzuki-gun (El Desperado & Yoshinobu Kanemaru) derrotaron a SHO y Yuya Uemura (12:03).
  - Kanemaru cubrió a Uemura después de un «Deep Impact».
- Tomohiro Ishii, Ryusuke Taguchi y Rocky Romero derrotaron a Bullet Club (EVIL, Taiji Ishimori & El Phantasmo) (con Dick Togo) (13:10).
  - Romero cubrió a El Phantasmo después de revertir un «CRII» en un «Hurricanrana».
- Bullet Club (KENTA & Yujiro Takahashi) derrotaron a Hiroshi Tanahashi y Yota Tsuji (10:40).
  - Takahashi cubrió a Tsuji después de un «Pimp Juice».
- United Empire (Jeff Cobb & Great-O-Khan) derrotaron a CHAOS (Kazuchika Okada & YOH) (12:40)
  - Cobb cubrió a YOH después de un «Tour of the Islands».
- Shingo Takagi derrotó a Master Wato (14:50).
  - Takagi cubrió a Wato después de un «Last of the Dragon».
- Los Ingobernables de Japón (SANADA & Tetsuya Naito) derrotaron a Dangerous Tekkers (Taichi & Zack Sabre Jr.) y ganaron el Campeonato en Parejas de la IWGP (36:57).
  - Naito cubrió a Sabre Jr. después de un «Destino».